# Eusiroides georgianus
Eusiroides georgianus är en kräftdjursart som beskrevs av K. H. Barnard 1932. Eusiroides georgianus ingår i släktet Eusiroides och familjen Eusiridae. Inga underarter finns listade i Catalogue of Life.